# Kam Fong Chun
Kam Fong Chun (27 de mayo de 1918 – 18 de octubre de 2002) fue un actor estadounidense que alcanzó la fama gracias a su interpretación entre 1968 y 1978 del detective de policía Chin Ho Kelly en la serie televisiva de la CBS Hawaii Five-O.

## Biografía
Su verdadero nombre era Kam Tong Chun, y nació en Honolulu, Hawái. Kam Fong Chun se graduó en 1938 en la President William McKinley High School. De veinteañero trabajó en un astillero de Pearl Harbor fabricando calderas, siendo testigo del ataque japonés del 7 de diciembre de 1941. El 8 de junio de 1944, Chun perdió a su familia a causa de un accidente aéreo ocurrido cuando dos aviones Consolidated B-24 Liberator chocaron sobre su residencia. Falleció su esposa Esther, su hija Marilyn, de cuatro años, y su hijo Donald, de dos años. Tras esta tragedia se hizo policía, sirviendo en el Departamento de Policía de Honolulu durante un total de dieciséis años. Tras su retiro del cuerpo, trabajó como disc jockey y en la venta de inmuebles, además de hacer teatro comunitario.
Chun se casó después, en 1949, con Gladys Lindo, con la que tuvo dos hijos Dennis y Dickson, y dos hijas, Brenda y Valerie.
El nombre artístico de Chun se debe a un malentendido de su primera apellido por parte de su primer profesor, que le enseñó a escribir Kam Fong Chun en vez de su nombre de nacimiento, Kam Tong Chun.
Kam Fong Chun falleció a causa de un cáncer de pulmón en 2002, en Honolulu, Hawái. Tenía 84 años de edad. Fue enterrado en el Cementerio Diamond Head Memorial Park de Honolulu.

## Filmografía
- Ghost of the China Sea (1958)
- Cry for Happy (1961)
- Gidget Goes Hawaiian (1961)
- Seven Women from Hell (1961)
- Diamond Head (1963)
- Hawaii Five-O (1968–1978)
- Magnum P.I. (1982–1985)
- Goodbye Paradise (1991)
- Hawaii Five-O (1997)